# Antiguoko Kirol Elkartea
Antiguoko Kirol Elkartea es un club de fútbol español, con presencia exclusivamente en el fútbol base. Tiene su sede en el barrio de El Antiguo de San Sebastián, en el País Vasco
Actúa como club de cantera para el Athletic Club, habiendo tenido previamente el mismo acuerdo con la Real Sociedad.

## Historia
El Antiguoko fue fundado en 1982, momento en el que el equipo ni siquiera poseía su propio campo.
En el club se han formado varios jugadores famosos de la Real Sociedad y de otros equipos, así como de la selección española, entre ellos Xabi Alonso, Andoni Iraola, Martín Zubimendi, Javi de Pedro y Aritz Aduriz. Las comisiones de venta de los traspasos multimillonarios de Alonso y Arteta han proporcionado fondos al Antiguoko para mejorar sus instalaciones.
Juanjo Valencia, Mikel Alonso, Yuri Berchiche, Mikel Arteta, Ander Murillo, Julen Agirrezabala, Gorka Guruzeta, Jon Ander Olasagasti, Martín Merquelanz, Xeber Alkain,  
Imanol Agirretxe, Iñigo Díaz de Cerio,  Ander Barrenetxea, Unai López, Peru Nolaskoain, Kenan Kodro, y Jesús Owono fueron también canteranos del Antiguoko, jugando posteriormente de manera profesional en equipos de la Liga Nacional de Fútbol Profesional de España.  
El Athletic y el Antiguoko cuentan con un convenio de colaboración a nivel de cantera suscrito hasta 2030.
El equipo Juvenil A juega en el Grupo II de la División de Honor Juvenil de España, donde comparte liga con los equipos juveniles del Athletic, la Real Sociedad y Osasuna y otra fuerte cantera de fútbol base, el Danok Bat. El equipo Juvenil B juega en la Liga Nacional Juvenil de Fútbol, que es la división inferior de la misma estructura, y el equipo Juvenil C participa en la Liga Vasca.